# 高尾奏之介
高尾 奏之介（たかお そうのすけ、1995年7月12日 - ）は、日本の作曲家、編曲家、演奏家（ピアニスト、キーボーディスト）。
演奏家として活動すると共に、アニメ、ゲーム、舞台音楽などの楽曲制作を手掛ける。声優の高尾奏音は実妹。F.M.F所属。

## 来歴
4歳よりピアノをはじめ、8歳より音楽分析を学ぶ。全日本学生音楽コンクール・ピアノ部門の小学校・高校の部で、いずれも東京大会第1位、全国大会第1位を受賞。ピティナ・ピアノコンペティションにおいては10歳時に高校3年生以下のF級にて史上最年少の金賞受賞他、受賞多数。日本、パリ、ウィーンなど国内外でのコンサートを行う。第61回カンヌ国際映画祭「ある視点」部門にて日本初の審査員賞（準グランプリ）に輝いた映画「トウキョウソナタ」ラストシーンの「月の光」（ドビュッシー作）も12歳時にピアノ演奏を担当している。千葉県立東葛飾高校、慶應義塾大学環境情報学部卒業。大学在学中より音楽制作会社F.M.Fに所属。作曲家、編曲家、演奏家として活動する。

## 受賞歴

### ピアノ受賞歴
ピティナピアノコンペティション
- 2001年 - A2級 全国決勝大会優秀賞
- 2002年 - A1級 全国大会銀賞
- 2002年 - コンチェルト部門初級 全国大会奨励賞
- 2003年 - B級全国大会 銀賞
- 2003年 - コンチェルト部門・全級 全国大会最優秀賞（史上最年少受賞）
- 2004年 - D級 全国大会銅賞
- 2005年 - F級 全国大会金賞（史上最年少受賞）

全日本学生音楽コンクール
- 2007年 - 第61回全日本学生音楽コンクール･小学校の部 東京大会第1位、全国大会第1位、併せて全日空賞を受賞
- 2011年 - 第65回全日本学生音楽コンクール・高校の部 東京大会第1位、全国大会第1位を受賞

## 提供作品

### 劇伴
- TVアニメ『道産子ギャルはなまらめんこい』
- OAD『マスク男子は恋したくないのに』

### アーティスト提供作品
小倉唯
- 「ハイタッチ☆メモリー」（作曲）

石原夏織
- 「CREATION×CREATION」（作曲・ピアノ演奏）- ゲームアプリ「絵師神の絆」主題歌

水樹奈々
- 「REBELLION」（作曲） - アニメオンラインRPG「叛逆性ミリオンアーサー」主題歌

西山宏太朗
- 「よこはまスウィング」（作曲・編曲）

楠田亜衣奈
- 「トラベルガール」（編曲）

CROWN POP
- 「夏キラリ☆」（作曲・編曲）
- 「Snowy*Shiny*day」（作曲）
- 「Wonder Shutter Chance!」（作曲・編曲）

ひかのん
- 「千本桜 ピアノ超絶技巧ひかのんver.」（編曲・ピアノ演奏）

マジカル・パンチライン
- 「Happy New Kitchen」（作曲）

竜馬四重奏
- 「HANABI」（編曲）
- 「あんたがたどこさ」（編曲）-  熊本市PR動画テーマソング
- 「雨」（編曲）
- 「VIVA! NIPPON」（編曲）
- 「情熱大陸」（編曲）
- 「星・月・夜」（編曲）

VASSH（セムナリオ）
- 「夢色スケッチブック」（作曲・編曲）
- 「Viola」（作曲・編曲）

### アニメ作品
ご注文はうさぎですか?
- 「おかえりなさい〜Dear my sister〜」（作曲・編曲）

冴えない彼女の育てかた♭
- 「DOUBLE RAINBOW DREAMS」（作曲） - TVアニメ挿入歌
- 「Daydreamer」（作曲）

冴えない彼女の育てかたFine
- 「icy tail YO!」（作曲・編曲） - 劇場版挿入歌

多田くんは恋をしない
- 「ずっと、ありがとう」（作詞・作曲・編曲）

ダンジョンに出会いを求めるのは間違っているだろうか
- 「満月の調べ」（作曲） - TVアニメ第2期挿入歌

Fairy蘭丸〜あなたの心お助けします〜
- 「夭聖哀歌」（作曲・編曲） -  TVアニメED主題歌
- 「漢気 de タンゴ」（作曲・編曲）- TVアニメ挿入歌

刀使ノ巫女
- 「月色花火」（作詞・作曲）

美男高校地球防衛部シリーズ
- 美男高校地球防衛部LOVE!LOVE!
  - 「Feel it!」（作曲・編曲）
  - 「WE ARE GALAXY IDOL」（作曲）
- 美男高校地球防衛部LOVE!LOVE!LOVE!
  - 「永遠未来☆LOVE YOU ALL☆」（作曲・編曲）- 劇場版OVA・OP主題歌
- 美男高校地球防衛部HAPPY KISS!
  - 「ドタ！バタ！ブタ！バター！〜マーサvs孫左衛門」（作曲・編曲）

モンスターストライク
- 「初恋は君色メモリー」（作詞・作曲）（作詞は砂村哲平と共同）

うちタマ?! 〜うちのタマ知りませんか?〜
- 「犬猫エレジー」（編曲）

### ゲーム作品
アイドルマスター シャイニーカラーズ
- 「誰ソ彼アイデンティティー」（作曲・編曲）

 IDOLY PRIDE 
- 「つながる心Binary」（作詞・作曲・編曲）
- 「ちいさな物語」（作詞・作曲・編曲）

 IdentityV 第五人格 
- 「さだめ～5周年のダイアローグ～」（作曲・編曲）- 5周年記念楽曲

ウマ娘プリティーダービー
- 「RUN×RUN!」（作曲・編曲）

A3!
- 「For Your Journey 〜The Bar's Secret〜」（作詞・作曲・編曲）

ガールフレンド（仮）
- 「May 愛 help U?」（作曲・編曲）

ダンジョンに出会いを求めるのは間違っているだろうか 〜メモリア・フレーゼ〜
- 「満月の調べ」（作曲）- ゲームアプリ「ダンまち〜メモリア・フレーゼ〜 ver9.3.0」主題歌

天華百剣
- 「すぺしゃる☆Holy Night！！」（作詞・作曲・編曲）

プリンセスコネクト！Re:Dive
- 「Connecting Happy!!」（作曲）- EDテーマ
- 「とびきりDear My Friends!」(作詞・作曲・編曲)
- 「Yes! Precious Harmony!」(作詞・作曲） - 第2部 EDテーマ
- 「Yes! Precious Harmony!（オルゴールVer.）」(作詞・作曲・編曲）- 第2部 特殊EDテーマ

メイプルストーリー 
- 「女神の標」（編曲）

### 映画・ドラマ
- ドラマ「忍風戦隊ハリケンジャー」第14話（チビ鷹介 役）
- ドラマ「爆竜戦隊アバレンジャー」第8話
- ドラマ『病院の治しかた〜スペシャル〜』（演奏出演）
- 映画「トウキョウソナタ」（ドビュッシー「月の光」ピアノ演奏）
- ドラマ「知らなくていいコト」（劇中音楽ピアノ演奏）
- 桜の季節（音楽・主題歌編曲)

### 舞台
- 明治座「SAKURA‐JAPAN IN THE BOX-」（劇中歌作曲・ピアノ演奏）
- READPIA リーディックシアター「トリカゴ」（劇中歌作曲・ピアノ演奏）
- リーディックシアター「THE∞×Family」（音楽作曲・ピアノ演奏）
- 「A Day in the Life」（音楽）
- 「星の少年と月の姫」（メインテーマ作曲）
- 「カノン」（音楽）
- 「拝啓、みなさんお元気ですか？」（音楽）

### ラジオ
木村良平・岡本信彦の電撃Girl'sSmile
- 「Smiley Cheers!〜今日も笑顔で！〜」（作詞・作曲・編曲） - 番組テーマソング

### その他
アルマギア-Project-
- 「ルッキングオーダー -diva.Kurush-」（作詞・作曲・編曲）（作詞はReomと共同）

リモート☆ホスト
- 「ウタカタ破羅堕威巣（パラダイス）」（作曲・編曲）
- 「O・T・1」（作曲・編曲）

## レコーディング参加作品
愛美 
- 「不完全ドリーマー」（ピアノ演奏）

オーイシマサヨシ 
- 「碧い砲撃」（ピアノ演奏）- アプリゲーム「アズールレーン」5周年記念ソング

高城れに 
- 「everyday れにちゃん」（ピアノ演奏）- スズキ「エブリイ」TVCMソング

高槻かなこ 
- 「嘘つきダーティ」（ピアノ演奏）

東山奈央
- 「ワゴン」（ピアノ演奏）
- 「Brand New Show」（ピアノ演奏）
- 「クラクラ」（ピアノ演奏）

ときのそら
- 「キセキノセカイ」（ピアノ演奏）

 夏川椎菜 
- 「ユエニ」（ピアノ演奏）

南條愛乃
- 「breathe in」（ピアノ演奏）

 藤川千愛 
- 「何も忘れるわけじゃない」（ピアノ演奏）
- 「ぬか床」（ピアノ演奏）

 Machico 
- 「ソノサキへ」（ピアノ演奏）- ゲーム「りゅうおうのおしごと！」OP主題歌

 水瀬いのり 
- 「sunrise glow (overture)」（ピアノ演奏）
- 「僕らだけの鼓動」（ピアノ演奏）

 ラストアイドル 
- 「未完成スターライト」（ピアノ演奏）

レトベア 
- 「頭ん中DEAD END」（ピアノ演奏） - TVアニメ「黒の召喚士」OP主題歌

そらるとりぶ 
- 「ユウマガドキ」（ピアノ演奏）-  TVアニメ「ミギとダリ」OP主題歌

 あほの坂田。 
- 「27ページ、書きかけの小説。」（ピアノ演奏）

うたの☆プリンスさまっ♪ 
- 「Stay with…」（ピアノ演奏）
- 「Steward Dance」（ピアノ演奏）

冴えない彼女の育てかた Fine 
- 「DREAM TEAM TRIANGLE」（ピアノ演奏）-  劇場版挿入歌
- 「ULTIMATE♭」（ピアノ演奏）-  劇場版挿入歌

夢見る男子は現実主義者 
- 「#夢は短し恋せよ乙女」（ピアノ演奏）-  ED主題歌

戦姫絶唱シンフォギアXV
- 「未完成愛Mapputatsu!」（ピアノ演奏）
- 「はっぴーばーすでーのうた」（ピアノ演奏）

アズールレーン
- 「Blue Spirit」（ピアノ演奏）
- 「Standing By You」（ピアノ演奏）

 GINKA 
- 「夢浮橋-ユメノウキハシ-」（ピアノ演奏） - EDテーマ

 結合男子
- 「結歌叛唱」（ピアノ演奏） - OPテーマ

BanG Dream!
- 「oveRture」（ピアノ演奏） - 劇場版「BanG Dream! Episode of Roselia」挿入歌
- 「にこ×にこ=ハイパースマイルパワー！」（ピアノ演奏）
- 「ゆめゆめグラデーション」（ピアノ演奏）
- 「Winking☆Cheer」（ピアノ演奏）
- 「えがお、み〜っけた！」（ピアノ演奏）

刀剣乱舞
- 近侍曲「前田藤四郎」（ピアノ演奏）
- 近侍曲「乱藤四郎」（ピアノ演奏）
- 近侍曲「包丁藤四郎」（ピアノ演奏）

TVアニメ「EDENS ZERO」 劇伴
（ピアノ演奏）
TVアニメ「好きな子がめがねを忘れた」 劇伴
（ピアノ演奏）
 TVアニメ「ヤマノススメ Next Summit」 劇伴
（ピアノ演奏）
 TVアニメ「俺が好きなのは妹だけど妹じゃない」 劇伴
（ピアノ演奏）
 TVドラマ「知らなくていいコト」 劇伴
（ピアノ演奏）

## その他
栗林みな実
- 「Just the truth」（ミュージックビデオにてピアノ演奏）

村川梨衣
- 「はじまりの場所」（ミュージックビデオにてピアノ演奏[2][3]）

けものフレンズ2
- 「乗ってけ！ジャパリビート」（ミュージックビデオにてピアノ演奏）